# 利薩如軌道

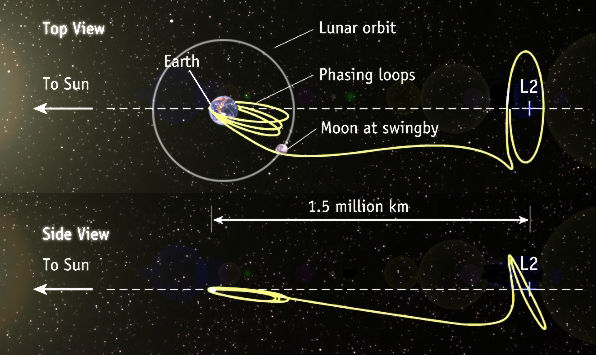
围绕L2拉格朗日点的利薩如軌道

在航天动力学中，利薩如軌道（Lissajous orbit）是一种类周期性振动轨道，在限制性三体系统中有5个平衡点（拉格朗日点），利薩如軌道是围绕与两个主体在同一直线上的L1或 L2 拉格朗日点运行的轨道。
李雅普诺夫轨道（Lyapunov orbit）是与两个主体在同一平面内的曲线，但利薩如軌道既包含在同一平面内的曲线也包含垂直于这个平面的曲线，是类似于利萨茹曲线的。晕轮轨道也是垂直于两个主体的平面的轨道，但是它们是周期性的，而利薩如軌道不是。
事实上，在同一直线上的平衡点（L1和L2拉格朗日点）实际上是动态不稳定的，扰动将使物体离平衡位置越来越远。因此在L1和L2点附近的航天器实际上需要靠自身的推进系统来进行轨道维持。
已有一些航天工程已经运用了利薩如軌道。
- 1997年发射用于观测太阳的高級成分探測器围绕日-地系统的L1点运行。
- 2001年发射的威尔金森微波各向异性探测器围绕日-地系统的L2点运行。
- 2009年5月14日发射的赫歇尔空间天文台和普朗克卫星围绕日-地系统的L2点运行。
- 2013年12月19日发射的盖亚任务被放置在日-地系统的L2点上。[2]
- 2014年10月28日发射的探月工程三期再入返回飛行試驗器服務艙围绕地-月系统的L2点运行。
- 2021年3月15日嫦娥五号拓展任务中的轨道器开始在日-地系统的L1点运行。
- 2021年12月25日发射的詹姆斯韋伯太空望远镜也运行于此轨道上。[3]